# 北埠頭駅
北埠頭駅（きたふとうえき）は、兵庫県神戸市中央区港島中町二丁目（ポーアイ1期地区）に位置する神戸新交通ポートアイランド線（ポートライナー）の駅である。駅番号はPL09。

## 歴史
- 1981年（昭和56年）2月5日：ポートアイランド線開業に伴い、開業する[1]。
- 1995年（平成7年）
  - 1月17日：阪神・淡路大震災により営業を全線休止する。
  - 5月22日：中公園駅 - 南公園駅 - 当駅間の復旧に伴い営業を再開する。
  - 6月5日：当駅 - 中公園駅間が復旧する（全線復旧は7月31日）。
- 2004年（平成16年）11月20日・21日：神戸空港方面への延伸工事に伴う軌道切替工事により、営業を全線終日休止する。
- 2005年（平成17年）9月10日・11日：神戸空港方面への延伸工事に伴う軌道切替工事により、営業を全線終日休止する。

## 駅構造
単式ホーム1面1線を持つ高架駅である。中公園方面に向かって右側にプラットホームがあり、中公園・三宮方面の列車が発着する。逆方向や神戸空港駅行きの列車は発着しないため、中埠頭駅・神戸空港駅方面に向かうには、次の中公園駅で乗り換える必要がある。

駅舎は、2階がコンコース、3階がプラットホーム。改札内にはエレベーター、エスカレーター、多目的トイレなどがある。道路を挟んだ駅東側歩道と、駅西側の北埠頭デッキプラザまでペデストリアンデッキによって結ばれている。この北埠頭駅ビル内にエレベーターが設置されている。

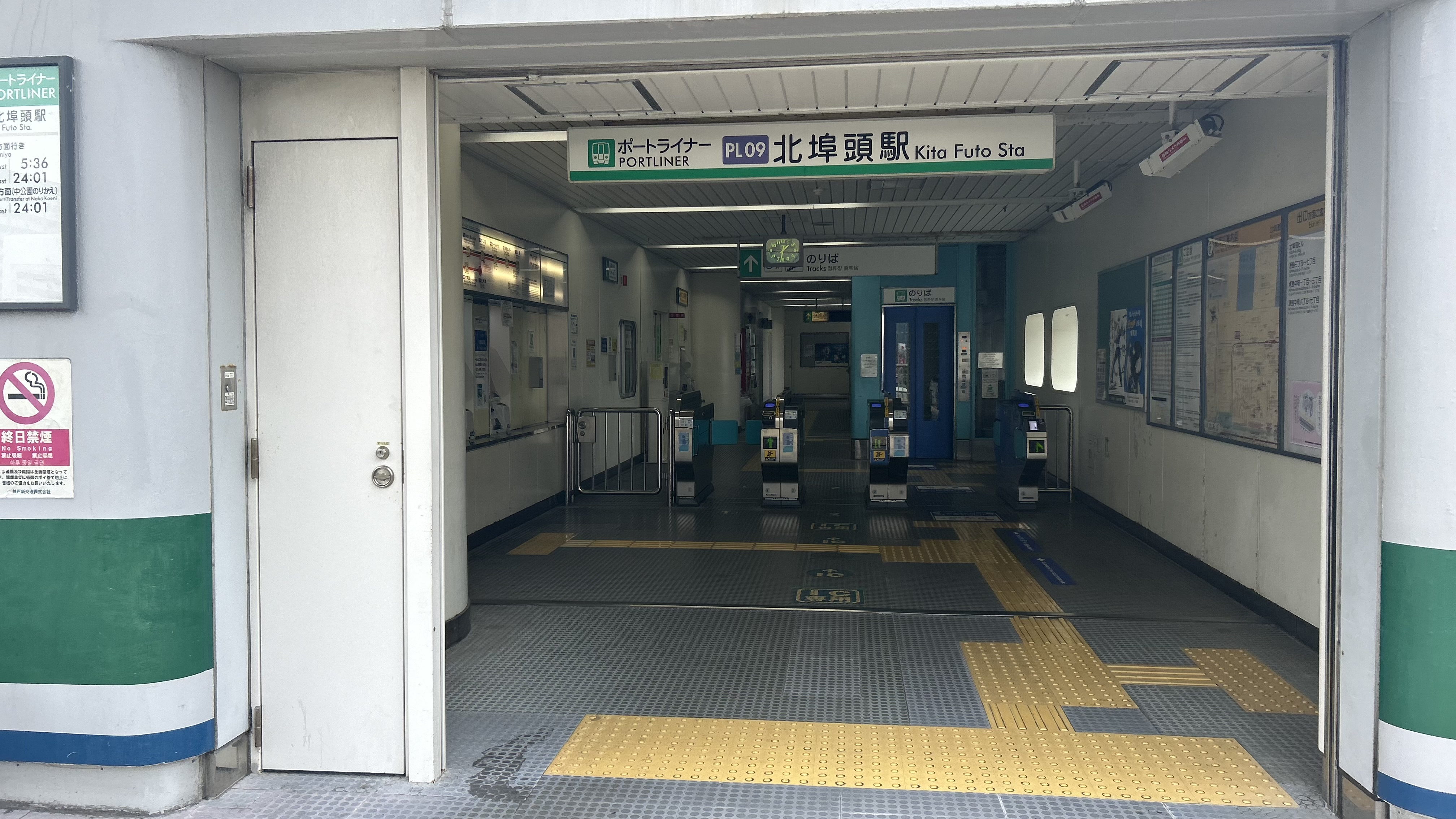
出入口
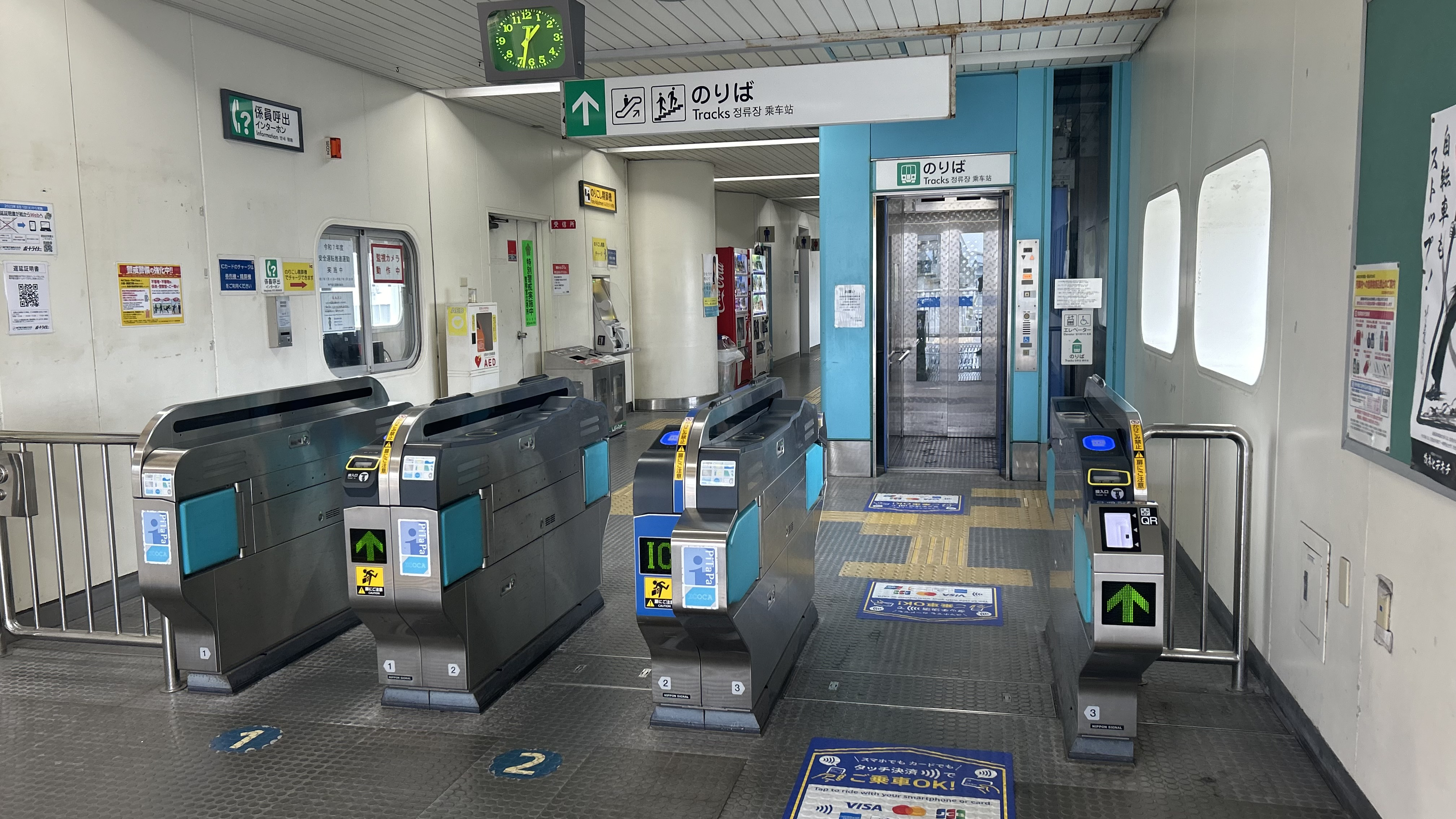
改札口
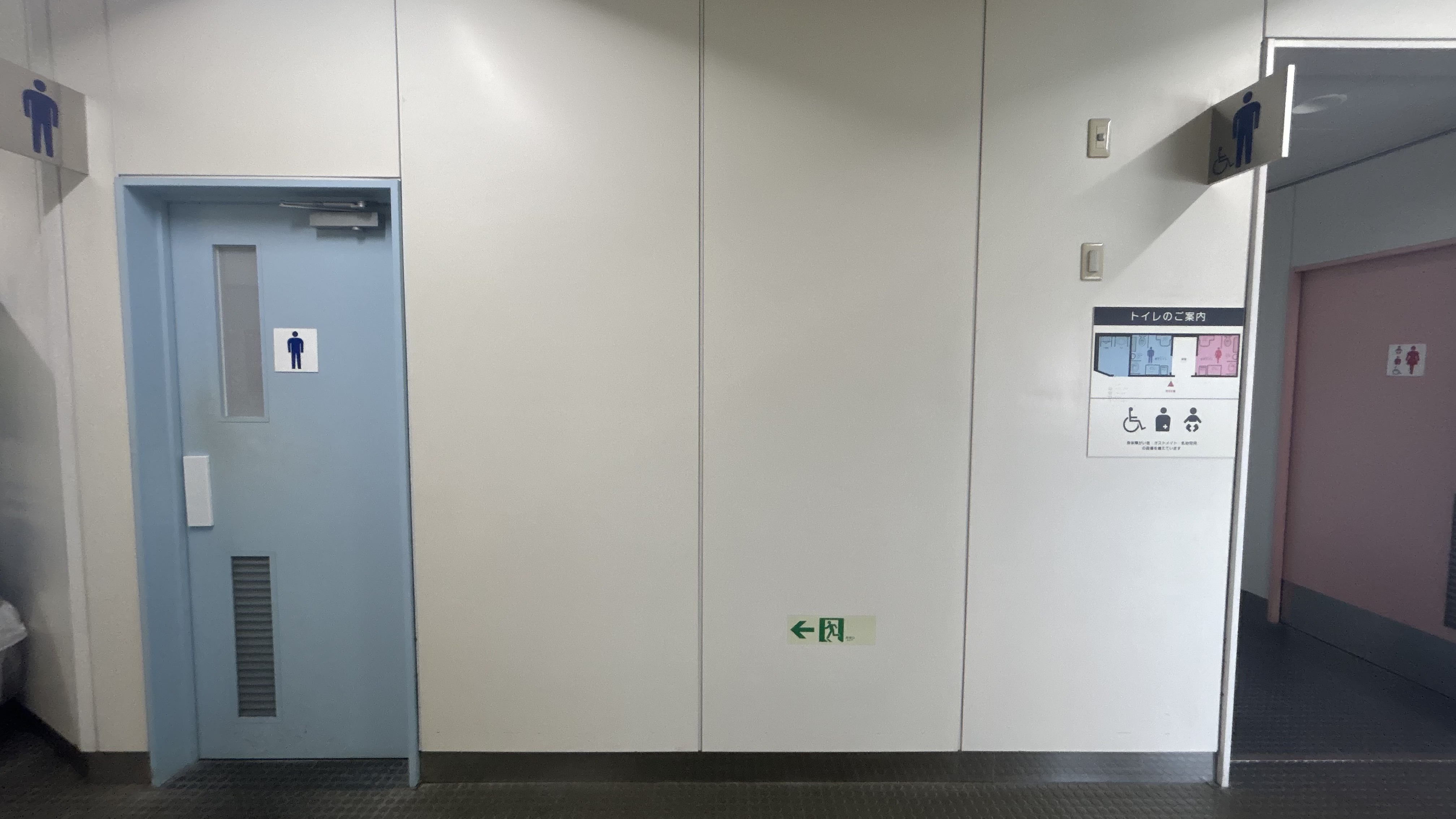
トイレ
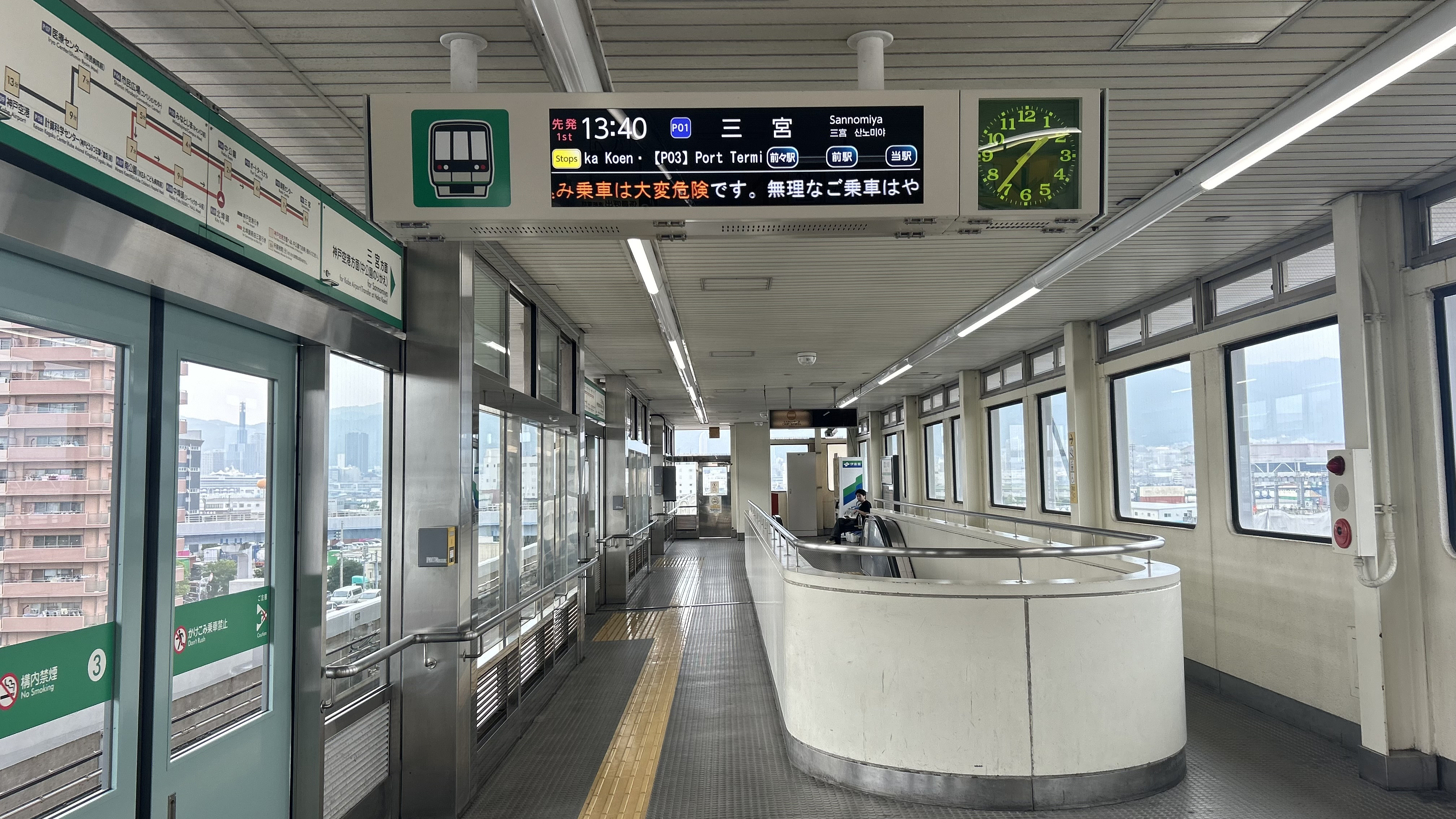
ホーム
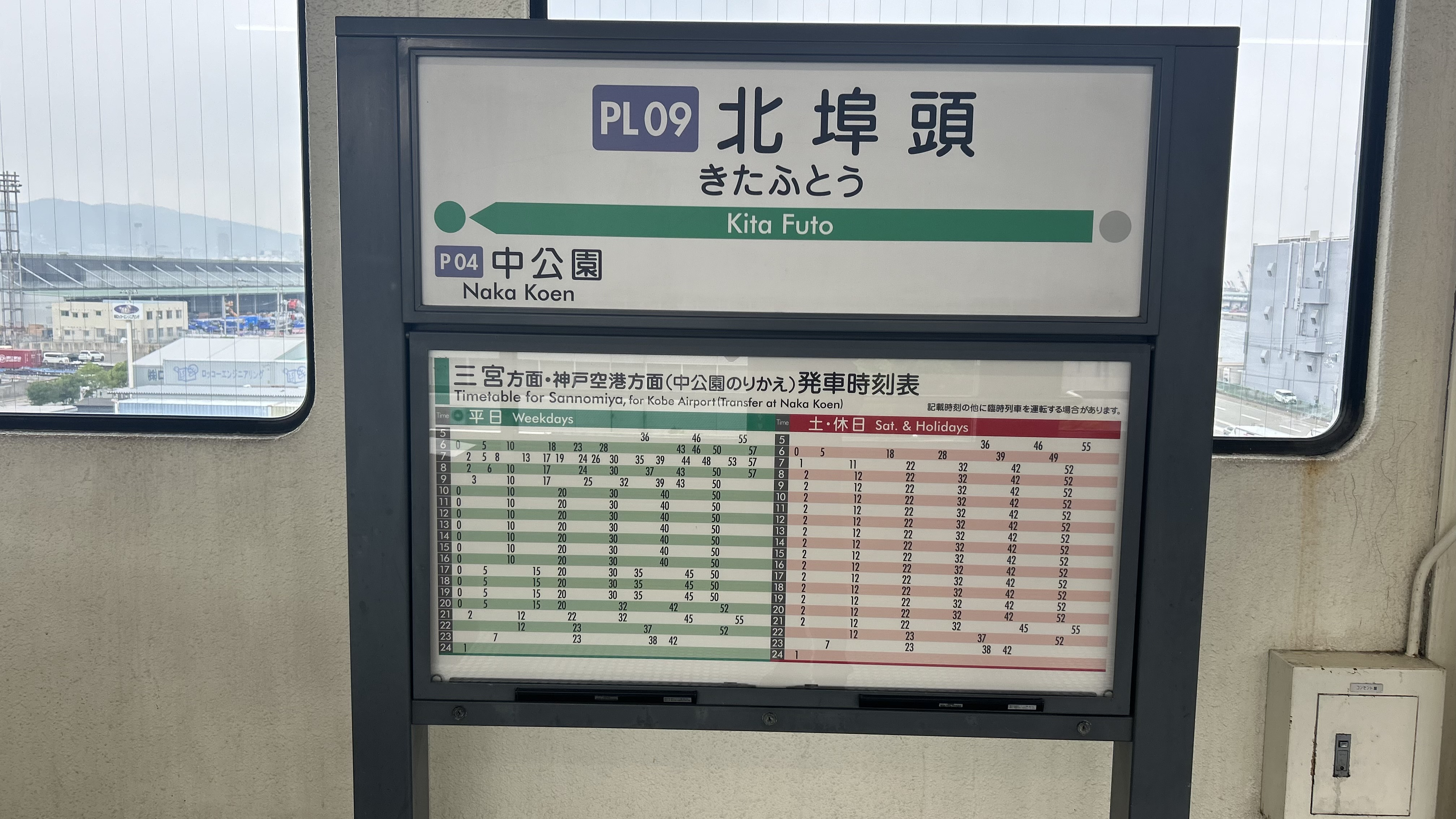
駅名標

### ダイヤ
日中時間帯は1時間あたり6本発車する。朝ラッシュ時は約4 - 7分間隔で発車する。

## 案内上の扱い
三宮駅を発車した当駅を経由する列車は、中公園駅まで北埠頭行きとして、みなとじま駅と市民広場駅は北埠頭経由三宮行きとして案内され、単線区間の南公園駅以降は三宮行きとして案内される。
なお、神戸空港駅方面が開通するまでは、三宮駅からポートターミナル駅ではポートアイランド方面ゆき、中公園駅では三宮（市民病院前経由）ゆきとして案内され、当時は市民病院前駅（現：みなとじま駅）より単線区間であったため、そこから三宮ゆきとして案内されていた。また、全線均一運賃であったポートライナーの定期券には「三宮 - 北埠頭」と記載されていた。

## 利用状況
2019年度の1日あたりの平均乗車人員は855人で、神戸新交通の駅では第17位、ポートアイランド線では第11位。
1989年（平成元年）以降の年度別1日平均乗車人員の推移は下記の通りである。
| 年度               | 1日平均 乗車人員 |
| ------------------ | ---------------- |
| 1989年（平成元年） | 1,737            |
| 1990年（平成02年） | 1,704            |
| 1991年（平成03年） | 2,167            |
| 1992年（平成04年） | 2,292            |
| 1993年（平成05年） | 2,162            |
| 1994年（平成06年） | 2,113            |
| 1995年（平成07年） | 1,621            |
| 1996年（平成08年） | 2,186            |
| 1997年（平成09年） | 1,918            |
| 1998年（平成10年） | 1,784            |
| 1999年（平成11年） | 1,775            |
| 2000年（平成12年） | 1,661            |
| 2001年（平成13年） | 1,751            |
| 2002年（平成14年） | 1,707            |
| 2003年（平成15年） | 1,710            |
| 2004年（平成16年） | 1,720            |
| 2005年（平成17年） | 1,650            |
| 2006年（平成18年） | 1,151            |
| 2007年（平成19年） | 1,126            |
| 2008年（平成20年） | 1,161            |
| 2009年（平成21年） | 1,137            |
| 2010年（平成22年） | 1,121            |
| 2011年（平成23年） | 1,077            |
| 2012年（平成24年） | 1,038            |
| 2013年（平成25年） | 1,068            |
| 2014年（平成26年） | 1,099            |
| 2015年（平成27年） | 1,096            |
| 2016年（平成28年） | 1,038            |
| 2017年（平成29年） | 1,027            |
| 2018年（平成30年） | 1,066            |
| 2019年（令和元年） | 855              |

## 駅周辺
進行方向向かって右側が埠頭になっており、多くの倉庫やコンテナヤードが並ぶ。
- 北埠頭デッキプラザ（北埠頭駅ビル）
  - 神戸港島中町郵便局
- 神戸税関ポートアイランド出張所
- 神戸港港島トンネル

## 隣の駅
神戸新交通
■ポートアイランド線（ポートライナー）
※中公園・三宮方面への一方向のみ運行
中埠頭駅 (PL08) → 北埠頭駅 (PL09) → 中公園駅 (P04)